# あらぎ島

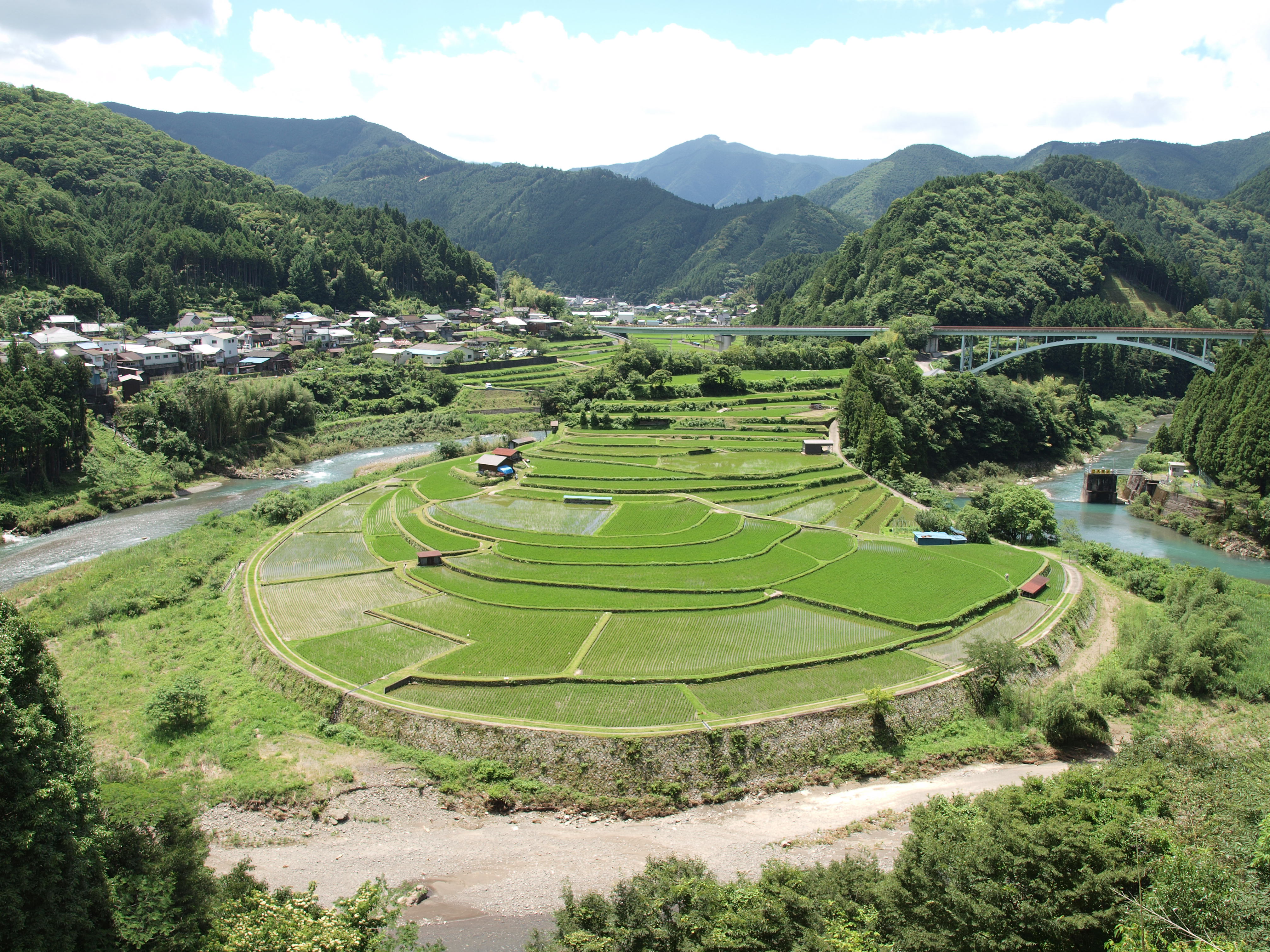
あらぎ島（2011年6月撮影）

あらぎ島（あらぎじま）は、和歌山県有田郡有田川町清水にある水田（棚田）の通称名。本来は嶋新田と称するが通称名の方が知られており、有田川町ウェブサイトでも『あらぎ島』で案内されている。
農林水産省の『日本の棚田百選』、地球環境関西フォーラムの『関西自然に親しむ風景100選』、和歌山県観光連盟の『和歌山県朝日夕陽百選』に選定されている。
漢字では蘭島と記すが、有田川町ウェブサイトではひらがなで記載されているため本項記事名はひらがな表記とした。

## 概要

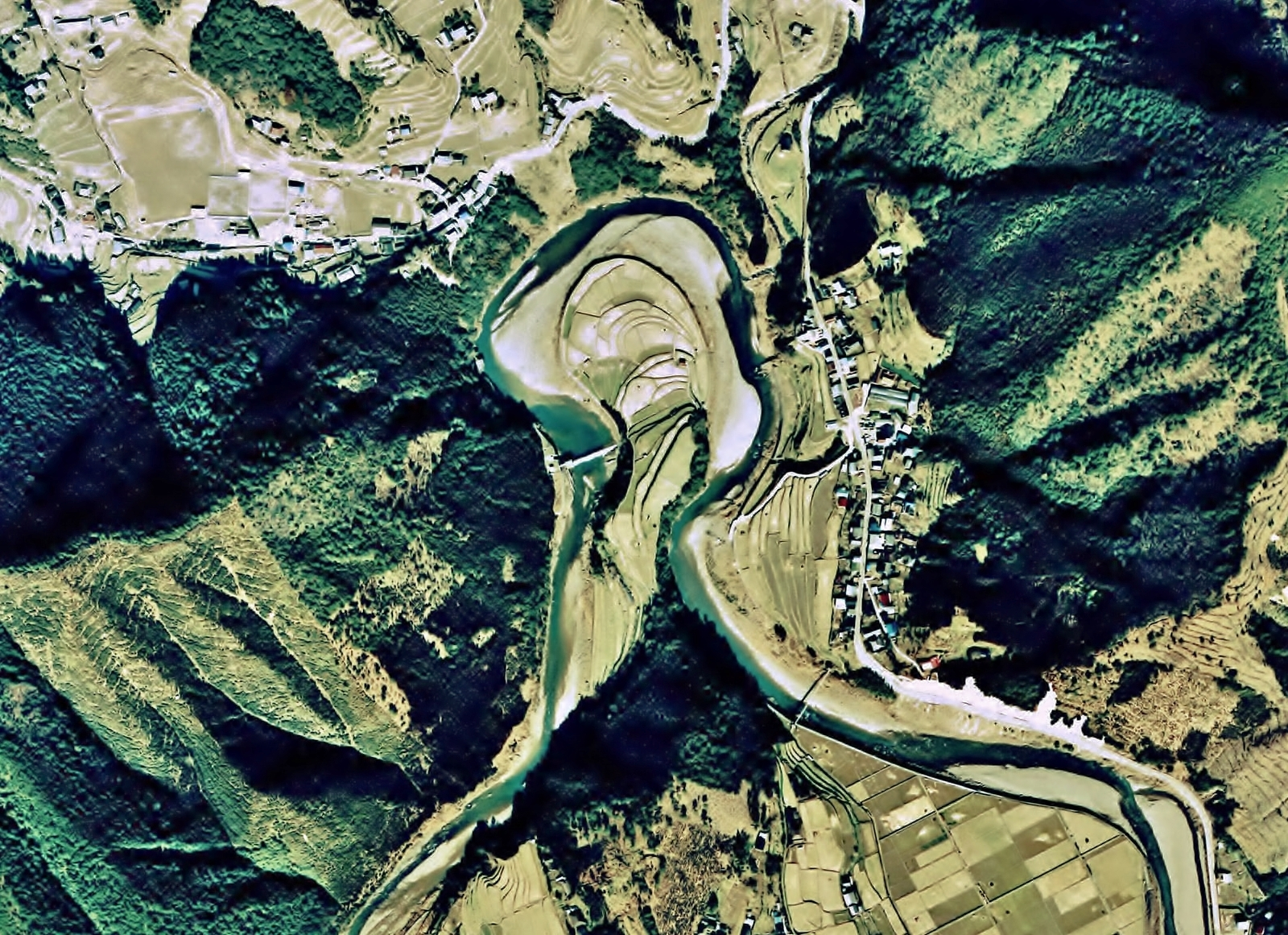
あらぎ島の空中写真。有田川の穿入蛇行の様子が分かる。（1974年撮影）
。

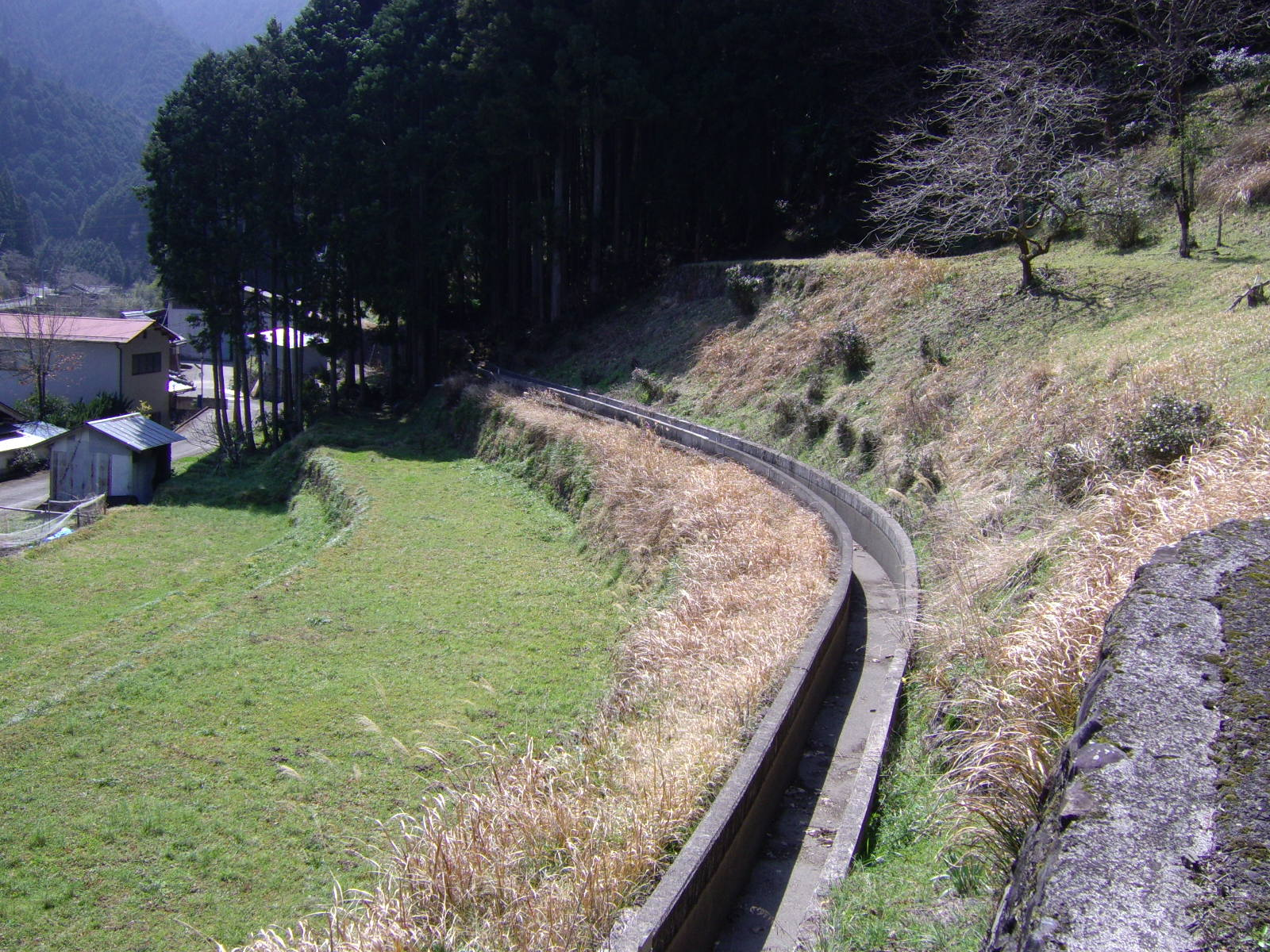
コンクリート整備された上湯用水

有田川町清水地内、有田川沿岸にある。川がΩ字に曲がりくねった、典型的な穿入メアンダー地形の内側が舌状の台地となり、大小の水田54枚が階段状の扇形に形成されている。全体の面積は約 24,182 m2（7,315坪）。
対岸から見下ろす景観は清水町（当時）の観光案内パンフレットの表紙を飾るなど、旧町を代表する景観・観光地となっている。日本の農村の中でも有数な景観として認められ、「第4回美しい日本のむら景観コンテスト」農林水産大臣賞を受賞している。
一番上段の田、通称「天井田」で収穫された米や餅米でついた餅は秋篠宮夫妻や悠仁親王に献上されている。秋篠宮妃紀子の父方の曽祖父が旧安諦村出身であり、毎年9月6日に悠仁親王の誕生日を祝うため、棚田をろうそくでライトアップするイベントが行われている。

### 歴史
江戸時代の初期・1655年（明暦元年）に地元の庄屋・笠松左太夫の資金提供と指導のもと、地元の農民により約 3 km 南にある湯子川を水源とする灌漑水路（上湯用水）工事が開始され、平行して水田の開墾が行われた。
1996年（平成8年）に関係農家・行政関係者により「あらぎ島景観保存会」が設立され、同年に当時の清水町単独事業により軽貨物車が乗り入れ可能な通路が整備されるなど、景観保全や耕作・維持の負担軽減などの対策が行われている。2011年現在休耕田はなく、すべての水田が地権者により継続的に耕作されている。
2013年（平成25年）10月に「蘭島及び三田・清水の農山村景観」の名称で国の重要文化的景観に選定された
。

### アクセス
国道480号線三田バイパスがあらぎ島の根元を横断している（2006年11月に開通した蘭島橋（西側のアーチ橋）および小峠橋（東側の桁橋）で跨いでいる）。有田川対岸を通る旧道沿いにあらぎ島を見下ろせる展望スペースがある。少し西のバイパスと旧道の合流点に道の駅あらぎの里がある。

## 脚註・出典
1. ↑  美しい日本のむら景観コンテスト（和歌山県）リーフレット (PDF)
2. ↑  まちのわだい (PDF) （有田川町広報）
3. ↑  かつて有田郡に属していた村で、現在の有田川町の北東に位置する。あらぎ島は安諦村ではなく、西方の八幡村大字清水に所在していた。
4. ↑  あらぎ島で棚田ぐるりとお祝いの灯火 - MSN産経west - MSN産経ニュース（2012年9月7日掲載）
5. ↑  あらぎ島が国の重要文化的景観に 県内初の選定へ - AGARA紀伊民報（2013年6月22日掲載）